# Heimatfilmfestival
Das Festival Der Neue Heimatfilm (Heimatfilmfestival) ist ein internationales fünftägiges Filmfestival, das alljährlich Ende August in Freistadt, Oberösterreich, stattfindet. Veranstaltet wird das Festival vom Kulturverein Local-Bühne Freistadt. Außenstellen des Festivals befinden sich u. a. in Katsdorf und Grein.

## Geschichte
Das Festival Der Neue Heimatfilm wurde 1988 zum ersten Mal abgehalten. Jährlich werden bis zu 60 internationale Spielfilm-, Dokumentarfilm- und Kurzfilm-Programme gezeigt, die dem Genre des „neuen Heimatfilms“ zuzuordnen sind. Somit zählt es zu den kleineren Festivals in Österreich. Als ein inhaltlicher Schwerpunkt der letzten Jahre hat sich das eng mit dem Begriff Heimat verbundene Thema Identität, das oft in Form von Filmen über Migration beleuchtet wird, herauskristallisiert. Ebenfalls stark vertreten sind Filme über das Leben in der Provinz und den Strukturwandel im ländlichen Raum. 
Festivaldirektor und -gründer ist Wolfgang Steininger, ehemaliger Betreiber des Kino Freistadt und der Programmkinos Moviemento und City-Kino in Linz, der 2004 auch das Crossing Europe Filmfestival Linz gegründet hat. Neben dem Kino Freistadt mit 3 Sälen wird auch das Freistädter Veranstaltungszentrum Salzhof und das Open Air Kino in der Salzgasse Freistadt vom Festival bespielt, so dass insgesamt 5 Spielstätten in Freistadt zur Verfügung stehen.
Seit 1998 vergibt die Stadt Freistadt den Filmpreis der Stadt Freistadt, der mit 2.500 Euro dotiert ist. Neben dem Spielfilmpreis wird seit 2007 der Dokumentarfilmpreis der Stadt Freistadt verliehen, der mit 1.500 Euro dotiert ist. Seit 2017 wird auch von einer Jugendjury ein Film ausgezeichnet. 2021 war der Jugendjurypreis erstmals mit 1.000 Euro dotiert. Für besondere Verdienste verleiht die Stadt auch den Würdigungspreis der Stadt Freistadt.
Das Festival erreicht jedes Jahr rund 3500 Besucher. Konzerte, Ausstellungen, Vorträge und Workshops sind ebenfalls Teil des Festivalprogramms.
Das Festival Der neue Heimatfilm findet jährlich Ende August statt, das 38. Festival von 25. - 31. August 2025.

## Preisträger

### Spielfilmpreis der Stadt Freistadt
Hauptpreis des Festivals ist der Spielfilmpreis der Stadt Freistadt. Er ist mit 2.500,- Euro dotiert.
- 2000: Das Frühlingstreffen der Feldhüter, von Dimos Avdeliodis (Griechenland)
- 2004: Lettre al vento von Edmond Budina (Italien)
- 2005: Tout un Hiver sans Feux, von Greg Zlinski (Polen)
- 2006: Waiting for the Clouds, von Yeşim Ustaoğlu (Türkei)
- 2007: Il vento fa il suo giro von Giorgio Diritti (Italien)
- 2008: La Maison Jaune (Das gelbe Haus), von Amor Hakkar (Algerien)
- 2009: Dikoe Pole (Weites Feld) von Mikhail Kalatosichvili (Russland)
- 2010: Illegal (Illégal) von Olivier Masset-Depasse (Belgien)
- 2011: Microphone von Ahmad Abdalla (Ägypten)
- 2012: Poupata von Zdenek Jirasky (Tschechien)
- 2013: Krugovi von Srđan Golubović (Serbien, Deutschland, Frankreich, Slowenien, Kroatien)
- 2014: Charlie’s Country von Rolf de Heer (Australien)
- 2015: Mina Walking von Yosef Baraki (Afghanistan, Kanada)
- 2016: Karatsi von Iwajlo Christow (Bulgarien)
- 2017: 1945 von Ferenc Török (Ungarn)
- 2018: Easy von Andrea Magnani (Italien)
- 2019: Les Hirondelles de Kaboul von Zabou Breitman und Eléa Gobbé-Mévellec (Frankreich)[2]
- 2020: Jiyan von Süheyla Schwenk (Deutschland)[3]
- 2021: Ballade von der weißen Kuh von Behtash Sanaeeha und Maryam Moghaddam (Iran)[4]
- 2022: Wir könnten genauso gut tot sein von Natalia Sinelnikova (Deutschland)[5]
- 2023: Stille Liv von Malene Choi (Dänemark)[6][7]
- 2024: Bauryna Salu von Askhat Kuchinchirekov (Kasachstan)[8]

### Dokumentarfilmpreis der Stadt Freistadt
Der Dokumentarfilmpreis der Stadt Freistadt ist mit 1.500,- Euro dotiert.
- 2007: L’esprit de Lieux, von Catherine Martin (Kanada)
- 2008: Il Passaggio della Linea (Die Überquerung der Linie), von Pietro Marcello (Italien)
- 2009: Shahida – Brides of Allah von Natalie Assouline (Israel)
- 2010: Rumore bianco von Alberto Fasulo (Italien) und Europolis - The Town of the Delta von Kostadin Bonev (Bulgarien)
- 2011: Weemoed & Wildernis von Digna Sinke (Niederlande)
- 2012: Mama Illegal von Ed Moschitz (Österreich)
- 2013: A World Not Ours von Mahdi Fleifel (Großbritannien, Libanon, Dänemark, Vereinigte Arabische Emirate)
- 2014: Wir können nicht den hellen Himmel träumen von Carmen Tartarotti (Italien, Österreich, Deutschland)
- 2015: Georgica von Katelijne Schrama (Niederlande)
- 2016: Korida von Sinisa Vidovic (Österreich) und I Sogni del Lago Salato von Andrea Segre (Italien)
- 2017: Platzkart von Rodion Ismailov (Russland)
- 2018: Did You Wonder Who Fired The Gun? von Travis Wilkerson (USA)
- 2019: Bewaren – of hoe te leven von Digna Sinke (Niederlande)[2]
- 2020: Weiyena – Ein Heimatfilm von Weina Zhao und Judith Benedikt (Österreich)[3]
- 2021: As I Want von Samaher Alqadi (Ägypten, Frankreich, Norwegen, Palästina, Deutschland)[4]
- 2022: Ako som sa stala Partizankou von Vera Lacková (Tschechien, Slowakei)
- 2023: Les filles d’Olfa von Kaouther Ben Hania (Frankreich, Tunesien, Deutschland, Saudi-Arabien)
- 2024: My Stolen Planet von Farahnaz Sharifi (Deutschland, Iran)[8]

### Würdigungspreis der Stadt Freistadt
- 2008: Villi Hermann (Schweiz)
- 2009: Micha Shagrir (Israel)
- 2010: Andreas Horvath (Österreich)
- 2011: Carlo Mazzacurati (Italien)
- 2012: Stefan Schwietert (Deutschland)
- 2013: Francesco Paolo Paladino (Italien)
- 2014: Volker Koepp (Deutschland)
- 2015: Daniele Gaglianone (Italien)
- 2016: Fritz Lehner (Österreich)
- 2017: Bernhard Bamberger (Österreich)
- 2018: Mano Khalil (Schweiz)
- 2019: Lana Gogoberidse (Georgien)[2]
- 2020: Maria Höfstätter (Österreich)[3]
- 2021: Gianluca und Massimiliano De Serio (Italien)[4]
- 2022: Andreas Mittrenga (Deutschland)
- 2023: Mario Brenta (Italien)
- 2024: Maria Herzberger (Österreich)[8]

### Auszeichnung der Jugendjury
Der Preis der Jugendjury ist seit 2021 mit 1.000,- Euro dotiert.
- 2017: Die beste aller Welten von Adrian Goiginger (Österreich)[9]
- 2019: Nevrland von Gregor Schmidinger (Österreich)[2]
- 2020: Le Milieu de l’horizon von Delphine Lehericey (Schweiz, Belgien)[3]
- 2021: Beans von Tracey Deer (Kanada)[4]
- 2022: Scarborough von Shasha Nakhai und Rich Williamson (Kanada)
- 2023: Àma Gloria von Marie Amachoukeli (Frankreich)
- 2024: My Stolen Planet von Farahnaz Sharifi (Deutschland, Iran)[8]

### Publikumspreis
- 2023: Wer hat Angst vor Braunau? von Günter Schwaiger[10]